# 座旗八
御夫座51，又名BD+39 1690，HD 47070、SAO 59316、HR 2419，是御夫座的一颗恒星，视星等为5.69，位于銀經175.79，銀緯14.54，其B1900.0坐标为赤經6h 31m 43.7s，赤緯+39° 14.54′ 45″。